# Список ТЕЦ України
Це список ТЕЦ України. У ньому подано назву, розташування, електричну і теплову потужність та тип палива.
| Назва                           | Розташування          | Електрична потужність, МВт | Теплогенерація, Гкал/год | Тип палива                              |
| ------------------------------- | --------------------- | -------------------------- | ------------------------ | --------------------------------------- |
| ТЕЦ ПАТ «АМК»                   | Алчевськ              | 86,0                       | —                        | доменний, коксовий газ                  |
| Білоцерківська ТЕЦ              | Біла Церква           | 120,0                      | 550,4                    | мазут (основне), природний газ          |
| Вінницька ТЕЦ                   | Вінниця               | 10,0                       | 263,0                    |                                         |
| Дарницька ТЕЦ (Київська ТЕЦ-4)  | Київ                  | 160                        | 1228,0                   | вугілля (основне), природний газ        |
| Дніпровська ТЕЦ                 | Кам'янське            | 61,6                       | 430,0                    |                                         |
| ТЕЦ КП «Жовтоводськтепломережа» | Жовті Води            | 18,0                       | 461,5                    |                                         |
| ТЕЦ ПАТ МК «Запоріжсталь»       | Запоріжжя             | 25,0                       | 181,0                    | доменний газ                            |
| Зуївська ТЕЦ                    | Зугрес                | 82,0                       | 212,0                    |                                         |
| Калуська ТЕЦ                    | Калуш                 | 200                        | …                        | природний газ, вугілля                  |
| Кам'янець-Подільська ТЕЦ        | Кам'янець-Подільський | 6,0                        | 199,5                    |                                         |
| Камишбурунська ТЕЦ              | Керч                  | 30,0                       | 274,9                    | природний газ                           |
| Київська ТЕЦ-5                  | Київ                  | 700,0                      | —                        | природний газ                           |
| Київська ТЕЦ-6                  | Київ                  | 500,0                      | —                        |                                         |
| ТЕЦ ПАТ «Концерн Стирол»        | Горлівка              | 25                         | …                        |                                         |
| Краматорська ТЕЦ                | Краматорськ           | 150,0                      | 626,0                    |                                         |
| Кременчуцька ТЕЦ                | Кременчук             | 255,0                      | 716,0                    | природний газ (основне), мазут          |
| ТЕЦ «Кіровоградолія»            | Кропивницький         | 12,3                       | …                        | біомаса (лушпиння соняшника)            |
| Кіровоградська ТЕЦ              | Кропивницький         | 15,0                       | 158,0                    | природний газ                           |
| ТЕЦ ЛИНІК                       | Лисичанськ            | 110,0                      | 632,0                    |                                         |
| Лисичанська ТЕЦ                 | Лисичанськ            | 15,0                       | 433,0                    |                                         |
| Львівська ТЕЦ-1                 | Львів                 | 41,3                       | 688,0                    |                                         |
| Миколаївська ТЕЦ                | Миколаїв              | 40,0                       | 352,6                    | газ (основне), мазут                    |
| Новороздільська ТЕЦ             | Новий Розділ          | 44                         | …                        |                                         |
| Новояворівська ТЕЦ              | Новояворівськ         | 42,69                      | …                        |                                         |
| Одеська ТЕЦ                     | Одеса                 | 68,0                       | 905,0                    | природний газ (основне), мазут          |
| Олександрійська ТЕЦ 1-2         | Олександрія           | 22,2                       | 381,0                    |                                         |
| Олександрійська ТЕЦ-3           | Олександрійське       | 6,0                        | 331,0                    |                                         |
| Охтирська ТЕЦ                   | Охтирка               | 12,0                       | —                        | природний газ, мазут                    |
| ТЕЦ Первомайського ДП «Хімпром» | Первомайський         | 50,0                       | 758,0                    |                                         |
| Сакська ТЕЦ                     | Саки                  | 6,0                        | 55,0                     | природний газ                           |
| Севастопольська ТЕЦ             | Севастополь           | 13,0                       | 132,0                    | природний газ                           |
| Сєвєродонецька ТЕЦ              | Сєвєродонецьк         | 260,0                      | 906,0                    |                                         |
| Сімферопольська ТЕЦ             | Сімферополь           | 178,0                      | 364,0                    | природний газ                           |
| Смілянська ТЕЦ                  | Сміла                 | 8,5                        | …                        | біомаса                                 |
| Сумська ТЕЦ                     | Суми                  | 28,0                       | 350                      | вугілля (основне), мазут, природний газ |
| КУ «Теофіпольська»              | Коров'є               | 26,11                      | …                        | біогаз                                  |
| Харківська ТЕЦ-2                | Есхар                 | 76,0                       | 172,0                    |                                         |
| Харківська ТЕЦ-3                | Харків                | 62,0                       | 894,4                    |                                         |
| Харківська ТЕЦ-4                | Харків                | 56,0                       | ...                      | природний газ                           |
| Харківська ТЕЦ-5                | Подвірки              | 470,0                      | 1221,2                   | природний газ (основне), мазут          |
| Херсонська ТЕЦ                  | Херсон                | 80,0                       | —                        | природний газ (основне), мазут          |
| Чернівецька ТЕЦ                 | Чернівці              | 13,7                       | 652,0                    |                                         |
| Черкаська ТЕЦ                   | Черкаси               | 200,0                      | 1695,0                   | природний газ, мазут, вугілля           |
| Чернігівська ТЕЦ                | Чернігів              | 210,0                      | 708,8                    | вугілля (основне), мазут                |
| ТЕЦ шахти ім. Засядька          | Донецьк               | 36,35                      | …                        | метан з вугільних родовищ               |
| Шосткинська ТЕЦ                 | Шостка                | 115,0                      | 1072,0                   |                                         |